# Bruno Cocset
Bruno Cocset est un violoncelliste historique français né en 1963. 

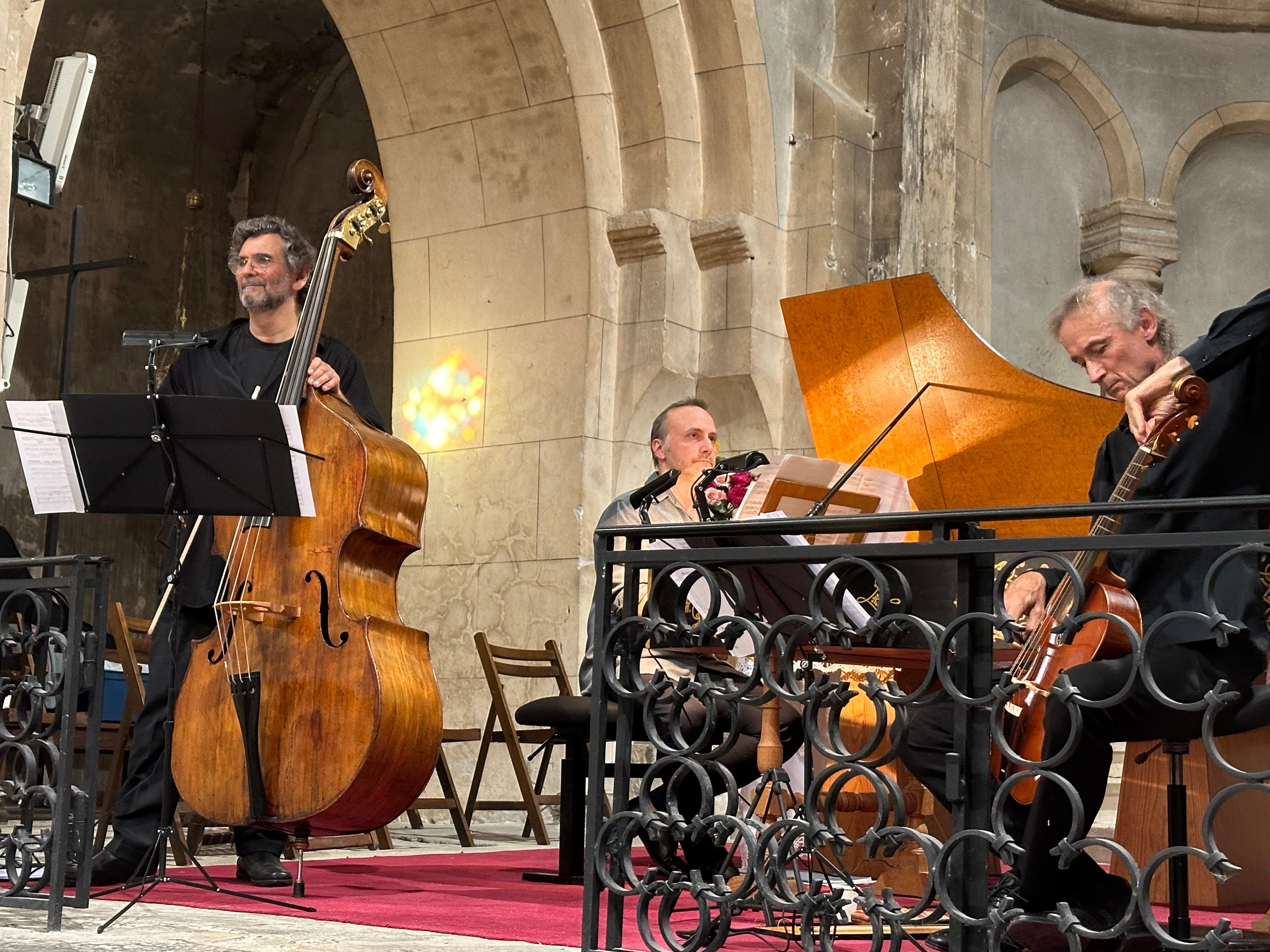
Les Basses Réunies à l'Église Notre-Dame-la-Brune de Pont-de-Barret

## Biographie
Il est diplômé du Conservatoire à rayonnement régional de Tours, du Conservatoire national supérieur de musique de Lyon, et du Conservatoire national supérieur de musique de Paris en 1986, où il étudie dans la classe de Christophe Coin. Il fut également l'élève d'Anner Bijlsma et de Jaap Schröder. 
Il a joué avec les Arts Florissants, la Petite Bande, les Musiciens du Louvre, L'Arpeggiata et autres. Il a enregistré avec Le Concert des Nations et Hesperion de Jordi Savall. En 1996 il crée son propre ensemble baroque « Les Basses Réunies ». Il est connu pour la redécouverte de Jean Barrière et d'Evaristo Felice Dall'Abaco, mais également de Francesco Geminiani. 
Bruno Cocset enseigne le violoncelle au Conservatoire national supérieur de musique et de danse de Paris, à l'École supérieure de musique de Catalogne et à la Haute École de musique de Genève.
Il est à l'origine du coffret Cello stories : une histoire du violoncelle aux XVIIè & XVIIIè siècles qui propose non pas une histoire mais des histoires du violoncelle à travers les âges sur cinq disques et un livre explicatif.